# Orlando Magic 1993-1994
La stagione NBA 1993-1994 fu la 5ª stagione della storia degli Orlando Magic che si concluse con un record di 50 vittorie e 32 sconfitte nella regular season, il 2º posto nella Atlantic Division e il 4° complessivo nella Eastern Conference.
Nei play-off del 1994 la squadra venne eliminata al primo turno dagli Indiana Pacers per 3-0.

## Draft
| Giro | Scelta | Giocatore     | Posizione  | Nazionalità | Università/Club |
| ---- | ------ | ------------- | ---------- | ----------- | --------------- |
| 1    | 1      | Chris Webber  | ala grande | Stati Uniti | Michigan        |
| 2    | 26     | Geert Hammink | centro     | Paesi Bassi | LSU             |

Chris Webber venne immediatamente ceduto ai Golden State Warriors in cambio di Anfernee Hardaway e di tre future prime scelte.

## Regular season
| Squadra            | V  | P  | %    | GB |
| ------------------ | -- | -- | ---- | -- |
| New York Knicks    | 57 | 25 | 69,5 | -  |
| Orlando Magic      | 50 | 32 | 61,0 | 7  |
| New Jersey Nets    | 45 | 37 | 54,9 | 12 |
| Miami Heat         | 42 | 40 | 51,2 | 15 |
| Boston Celtics     | 32 | 50 | 39,0 | 25 |
| Philadelphia 76ers | 25 | 57 | 30,5 | 32 |
| Washington Bullets | 24 | 58 | 29,3 | 33 |

## Play-off

### Primo turno
Gara 1
| 28 aprile 1994 | Orlando Magic | 88 – 89 | Indiana Pacers |  |

Gara 2
| 30 aprile 1994 | Orlando Magic | 101 – 103 | Indiana Pacers |  |

Gara 3
| 2 maggio 1994 | Indiana Pacers | 99 – 86 | Orlando Magic |  |

## Roster
| N° | Naz.                   | Ruolo | Sportivo          | Anno | Alt. | Peso |
| -- | ---------------------- | ----- | ----------------- | ---- | ---- | ---- |
| 00 | Stati Uniti (bandiera) | AC    | Anthony Avent     | 1969 | 206  | 107  |
| 00 | Stati Uniti (bandiera) | A     | Anthony Cook      | 1967 | 206  | 93   |
| 1  | Stati Uniti (bandiera) | GA    | Anfernee Hardaway | 1971 | 201  | 88   |
| 3  | Stati Uniti (bandiera) | A     | Dennis Scott      | 1968 | 203  | 104  |
| 4  | Stati Uniti (bandiera) | G     | Scott Skiles      | 1964 | 185  | 82   |
| 5  | Stati Uniti (bandiera) | A     | Donald Royal      | 1966 | 203  | 95   |
| 11 | Stati Uniti (bandiera) | G     | Litterial Green   | 1970 | 185  | 84   |
| 14 | Stati Uniti (bandiera) | GA    | Anthony Bowie     | 1963 | 198  | 86   |
| 24 | Stati Uniti (bandiera) | G     | Todd Lichti       | 1967 | 193  | 93   |
| 25 | Stati Uniti (bandiera) | GA    | Nick Anderson     | 1968 | 198  | 93   |
| 30 | Stati Uniti (bandiera) | C     | Tree Rollins      | 1955 | 216  | 107  |
| 31 | Stati Uniti (bandiera) | AC    | Jeff Turner       | 1962 | 206  | 104  |
| 32 | Stati Uniti (bandiera) | C     | Shaquille O'Neal  | 1972 | 216  | 147  |
| 34 | Stati Uniti (bandiera) | C     | Greg Kite         | 1961 | 211  | 113  |
| 42 | Stati Uniti (bandiera) | AC    | Larry Krystkowiak | 1964 | 206  | 100  |
| 43 | Paesi Bassi (bandiera) | C     | Geert Hammink     | 1969 | 213  | 119  |
| 43 | Stati Uniti (bandiera) | AC    | Lorenzo Williams  | 1969 | 206  | 91   |
| 55 | Stati Uniti (bandiera) | AC    | Keith Tower       | 1970 | 211  | 113  |

## Staff tecnico
- Allenatore: Brian Hill
- Vice-allenatori: Bob Hill, Tree Rollins
- Preparatore atletico: Lenny Currier

### Arrivi/partenze
Mercato e scambi avvenuti durante la stagione:
Arrivi
| N° | Naz.                   | Ruolo | Sportivo      |  | Alt. |  |
| -- | ---------------------- | ----- | ------------- |  | ---- |  |
| 00 | Stati Uniti (bandiera) | AP    | Anthony Avent |  |      |  |

Partenze
| N° | Naz.                   | Ruolo | Sportivo         |  | Alt. |  |
| -- | ---------------------- | ----- | ---------------- |  | ---- |  |
| 00 | Stati Uniti (bandiera) | AG    | Anthony Cook     |  |      |  |
| 24 | Stati Uniti (bandiera) | G     | Todd Lichti      |  |      |  |
| 43 | Stati Uniti (bandiera) | AG    | Lorenzo Williams |  |      |  |

## Premi e onorificenze
- Shaquille O'Neal incluso nell'All-NBA Third Team
- Anfernee Hardaway incluso nell'NBA All-Rookie First Team
- Anfernee Hardaway MVP del Rookie Game dell'NBA All-Star Weekend 1994